# Nadia de Santiago
Nadia de Santiago Capell (Madrid, 3 de enero de 1990) es una actriz española, se dio a conocer en la serie Javier ya no vive solo. Posteriormente, pasó a ser conocida tanto por su papel en Las 13 rosas como por el de Asunción Muñoz,  en Cambio de clase por Mafalda, en Amar en tiempos revueltos y en su secuela, Amar es para siempre; así como por su papel de Marga Suárez en la exitosa serie de Netflix Las chicas del cable.

## Biografía
Empezó su carrera como actriz muy joven participando en películas como Clara y Elena, La soledad era esto y El florido pensil. También en sus comienzos presentó programas infantiles tales como Aquatrix (1999) y El Submarino Azul (2000).
En 2002 consiguió su primer papel regular en la serie Javier ya no vive solo de Telecinco. También formó parte del reparto recurrente de las series Ana y los siete (2004) de Televisión Española, Al filo de la ley (2005) de Televisión española y Cambio de Clase (2006-2009) de Disney Channel. Además, ha tenido participaciones episódicas en series de gran éxito nacional como Los hombres de Paco de Antena 3, Hospital Central y El comisario, ambas de Telecinco.
En el cine ha participado en diversas películas como Alatriste (2006), de Agustín Díaz Yanes o Las 13 rosas (2007), de Emilio Martínez Lázaro, con la que consiguió una nominación en los Premios Goya y otra en la Unión de Actores.
En 2009 se incorporó al reparto de la serie de Antena 3 90-60-90, diario secreto de una adolescente, donde interpretó a Luz. Ese mismo año también participó en la primera temporada de la serie La señora de Televisión Española. En 2010 se incorporó a la sexta temporada de la serie Amar en tiempos revueltos, de Televisión Española. En ella interpretó a Asunción Muñoz hasta al final de dicha serie que fue cancelada por su baja audiencia en la séptima temporada. Sin embargo, Nadia siguió interpretando a Asunción Muñoz en Amar es para siempre, la continuación de Amar en tiempos revueltos que se emite en Antena 3, hasta su tercera temporada.
En 2011 estrenó la serie de suspense de Telecinco Punta Escarlata, donde compartió reparto con Carles Francino y Antonio Hortelano. También ese año protagonizó la miniserie de Antena 3 Sofía, un biopic sobre la Reina Sofía de España. Nadia interpretó a una joven Sofía de Grecia junto a Jorge Suquet y Emma Suárez entre otros. En 2013 participó en la miniserie de Telecinco Niños Robados, donde interpretó a Conchita, una joven a la que le arrebatan a su bebé recién nacido nada más dar a luz.
Durante su participación en distintas series de televisión, Nadia también ha formado parte de diversos proyectos cinematográficos como Ali (2012) de Paco R. Baños, Musarañas (2014) de Juanfer Andrés y Esteban Roel, y Stop over in hell (2016) de Víctor Matellano.
El año 2016 la vimos como personaje episódico en las series de Televisión Española El Ministerio del Tiempo y El Caso. Crónica de sucesos.
En 2017 protagonizó la primera temporada de la serie de Netflix Las chicas del cable junto a Blanca Suárez, Maggie Civantos y Ana Fernández entre otras. En mayo de 2017 la plataforma anunció que la segunda temporada sería estrenada alrededor de diciembre de 2017 al mismo tiempo que comunicó la renovación por una tercera temporada que se estrenó en 2018. La serie concluyó con su sexta entrega, con la que dio final a sus protagonistas.
En 2021 estrenó en Netflix El tiempo que te doy, una serie conceptual de capítulos breves, que narra una relación sentimental, en la cual Nadia es protagonista y creadora de la serie. Los premios Feroz 2022 han nominado la obra a mejor serie dramática, a mejor actriz principal (la propia Nadia de Santiago) y actor principal (Álvaro Cervantes).

## Filmografía

### Series de televisión
| Año       | Título                                      | Cadena         | Personaje             | Notas         |
| --------- | ------------------------------------------- | -------------- | --------------------- | ------------- |
| 2002-2006 | Hospital Central                            | Telecinco      | Vanesa/Almudena       | 3 episodios   |
| 2002-2003 | Javier ya no vive solo                      | Telecinco      | Raquel                | 26 episodios  |
| 2003      | Paraíso                                     | La 1           | Carmen                | 1 episodio    |
| 2004      | Ana y los siete                             | La 1           | Andrea Hidalgo        | 20 episodios  |
| 2004-2006 | El comisario                                | Telecinco      | Berta/Raquel          | 2 episodios   |
| 2005      | Al filo de la ley                           | La 1           | Carla                 | 7 episodios   |
| 2005      | Los Serrano                                 | Telecinco      | Sandra                | 1 episodio    |
| 2005-2006 | Los hombres de Paco                         | Antena 3       | Kira                  | 5 episodios   |
| 2006-2009 | Cambio de clase                             | Disney Channel | Mafalda "Mafi"        | 69 episodios  |
| 2007      | Cuenta atrás                                | Cuatro         | Bea                   | 1 episodio    |
| 2009      | 90-60-90, diario secreto de una adolescente | Antena 3       | Luz Varela            | 8 episodios   |
| 2009      | La Señora                                   | La 1           | Carmelita             | 8 episodios   |
| 2010-2012 | Amar en tiempos revueltos                   | La 1           | Asunción "Asun" Muñoz | 504 episodios |
| 2011      | Sofía                                       | Antena 3       | Sofía de Grecia       | 2 episodios   |
| 2011      | Punta Escarlata                             | Telecinco      | Lucía Castro          | 9 episodios   |
| 2013      | Niños robados                               | Telecinco      | Conchita              | 2 episodios   |
| 2013      | Mirabilis                                   | Cecilia        | Web series            | 6 episodios   |
| 2013-2015 | Amar es para siempre                        | Antena 3       | Asunción "Asun" Muñoz | 469 episodios |
| 2016      | El Ministerio del Tiempo                    | La 1           | Rosa del Amo          | 1 episodio    |
| 2016      | El Caso: Crónica de sucesos                 | La 1           | Amelia Coso           | 1 episodio    |
| 2017-2020 | Las chicas del cable                        | Netflix        | Marga Suárez          | 42 episodios  |
| 2021      | El tiempo que te doy                        | Netflix        | Lina Ruiz             | 10 episodios  |
| 2022      | Ficción sonora                              | RNE            | Sara (Voz)            | 1 episodio    |
| 2025      | Manual para señoritas                       | Netflix        | Elena Bianda          | 8 episodios   |

### Programas de televisión
| Año  | Programa          | Notas        |
| ---- | ----------------- | ------------ |
| 1999 | Aquatrix          | Presentadora |
| 2000 | El Submarino Azul | Presentadora |

### Películas
| Año  | Título                            | Personaje               | Notas        |
| ---- | --------------------------------- | ----------------------- | ------------ |
| 2001 | Clara y Elena                     | Elena de niña           | Secundario   |
| 2002 | Esta noche, no                    | Nina                    | Protagonista |
| 2002 | La soledad era esto               | Elena                   | Protagonista |
| 2002 | El florido pensil                 | Niña del concurso       | Secundario   |
| 2005 | Otros días vendrán                | Vega                    | Protagonista |
| 2005 | Vida y color                      | Sara                    | Protagonista |
| 2006 | La hora fría                      | Ana                     | Protagonista |
| 2006 | Alatriste                         | Angélica de adolescente | Secundario   |
| 2007 | Las 13 rosas                      | Carmen                  | Protagonista |
| 2009 | La mujer sin piano                | Clienta Javen           | Secundario   |
| 2012 | Ali                               | Ali                     | Protagonista |
| 2014 | Musarañas                         | La Niña                 | Protagonista |
| 2016 | Stop Over in Hell                 | Rose                    | Protagonista |
| 2019 | El increíble finde menguante      | Sira                    | Secundario   |
| 2019 | 522. Un gato, un chino y mi padre |                         | Secundario   |
| 2023 | 366. La promesa                   | Sara                    | Secundario   |

### Cortometraje
| Año  | Título                    | Personaje | Notas |
| ---- | ------------------------- | --------- | ----- |
| 2002 | Recuerdos de mamá         | Elenita   |       |
| 2007 | Test                      | -         |       |
| 2010 | Mi otra mitad             | Andrea    |       |
| 2013 | La sorpresa de Aquinara   | Nadia     |       |
| 2014 | La cañada de los ingleses | Sirena    |       |
| 2016 | Camada                    | Irene     |       |
| 2016 | Postales                  | Chicas    |       |
| 2017 | Dos segundos de silencio  | Isabel    |       |
| 2017 | Orgullo nacional          | Manuela   |       |
| 2018 | 4'9                       |           |       |
| 2019 | Gladiatores               | Ella      |       |

### Teatro
| Año  | Obra               | Director           |
| ---- | ------------------ | ------------------ |
| 2014 | Cuatro confesiones | Bárbara Santa-Cruz |
| 2015 | La novia de papá   | Joe O’Curneen      |

## Premios y nominaciones
Premios Goya
| Año  | Categoría               | Película     | Resultado |
| ---- | ----------------------- | ------------ | --------- |
| 2007 | Mejor actriz revelación | Las 13 rosas | Nominada  |

Premios Feroz
| Año  | Categoría                          | Película             | Resultado |
| ---- | ---------------------------------- | -------------------- | --------- |
| 2021 | Mejor actriz protagonista de serie | El tiempo que te doy | Nominada  |

Premios Forqué
| Año  | Categoría                  | Película             | Resultado |
| ---- | -------------------------- | -------------------- | --------- |
| 2021 | Mejor actriz de televisión | El tiempo que te doy | Nominada  |

Premios de la Unión de Actores y Actrices
| Año  | Categoría                       | Película     | Resultado |
| ---- | ------------------------------- | ------------ | --------- |
| 2007 | Mejor actriz de reparto de cine | Las 13 rosas | Nominada  |

Saraqusta Film Festival
| Año  | Categoría        | Resultado |
| ---- | ---------------- | --------- |
| 2022 | Premio Saraqusta | Ganadora  |

- Ganadora de la Biznaga de Plata a la mejor actriz en cortometraje en el Festival de cine de Málaga por Test (2008)